# هاري هيلمان
هاري هيلمان (Harry Hillman) هو لاعب أولمبي لرياضة ألعاب القوى من الولايات المتحدة. شارك في الأولمبياد الصيفي في 1904، وفاز بما مجموعه 4 ميداليات.

## الميداليات
| ذهب | فضة | برونز | المجموع |
| 3   | 1   | 0     | 4       |

## روابط خارجية
- هاري هيلمان على موقع الاتحاد الأمريكي لسباقات المضمار والميدان، قاعة المشاهير (الإنجليزية)
- هاري هيلمان على موقع اللجنة الأولمبية الدولية (الإنجليزية)
- هاري هيلمان على موقع أوليمبيديا (الإنجليزية)